# Nicolau I Bernoulli
Nicolau Bernoulli ou Nicolaus ou Nicolas, também conhecido por Nicolau I Bernoulli (Basileia, 21 de outubro de 1687 — Basileia, 29 de novembro de 1759) foi um matemático suíço.
O nome de vários membros da família aparece numerado devido à existência de múltiplos Bernoulli matemáticos partilhando o mesmo nome. O primo de Nicolau foi chamado Nicolau II Bernoulli.

## Vida e obra
Filho de Nicolau Bernoulli, o filho, um dos poucos Bernoulli que continuou a actividade de comércio da família, era sobrinho dos matemáticos Johann I e Jacob I. Estudou a disciplina com os tios e graduou-se como mestre na Universidade de Basileia em 1704 sob os auspícios do seu tio Jacob. 
Em 1709 doutorou-se na mesma Universidade com uma dissertação sobre aplicações da teoria das probabilidades.
Viajou pela Europa, nomeadamente, Países Baixos, Grã-Bretanha e França, país onde conheceu e se tornou amigo do também matemático Pierre Rémond de Montmort (1678-1719), com quem trocou importante correspondência sobre matemática, que precedeu a publicação, por ambos, dos Essai d'analyse sur les jeux de hazard em 1713.
A sua contribuição para o estudo e desenvolvimento da matemática está presente na numerosa correspondência (mais de 560 textos) que trocou com vários colegas, dentre os quais o referido Montmort, mas também Leibniz e Euler.
Em 1716 foi para a Itália ocupar a cadeira que fora em tempos de Galileu, em Pádua, onde deu aulas e trabalhou em geometria e equações diferenciais.
Regressado a Basileia em 1722 ficou responsável pela cadeira de lógica na Universidade. Mais tarde viria a assumir também uma disciplina de direito, tendo sido ainda reitor da universidade.
Faleceu com 72 anos em 29 de Novembro de 1759.

## Honrarias
Entre outras foram-lhe atribuídas as seguintes honrarias em reconhecimento dos seus trabalhos:
- 1713 - Sócio da Academia de Berlim
- 1714 - Fellow da Sociedade Real de Londres
- 1724 - Sócio da Academia de Bolonha.